# 奥札克之州微风号列车
奥札克之州微风号列车（英語：Ozark State Zephyr）是一列由芝加哥、伯靈頓和昆西鐵路（CB&Q）和奥尔顿铁路（Alton）联合营运、运行于密苏里州圣路易斯和堪薩斯城之间的流线型旅客列车，该列车是以位于密苏里州的奥扎克高原来命名。1936年12月，第二代的双子城微风号列车（英語：Twin Cities Zephyr）交付伯灵顿铁路运用，而替换下来的两列第一代列车则转用于开行奥札克之州微风号列车和山姆·休斯敦微风号列车（Sam Houston Zephyr）。奥札克之州微风号列车于1936年12月20日正式投入服务，每天往返圣路易斯联合车站和堪萨斯城联合车站一次，单程运行里程为279英里（449公里），单程旅行时间约为5小时30分钟。后来，随着全新的潘兴将军微风号列车（General Pershing Zephyr）在相同路线投入营运，奥札克之州微风号列车亦于1939年4月30日停运。